# Paskapauha
Paskapauha är en ö i Finland. Den ligger i Bottenviken och i kommunen Karleby i den ekonomiska regionen  Karleby i landskapet Mellersta Österbotten, i den nordvästra delen av landet. Ön ligger omkring 31 kilometer nordöst om Karleby och omkring 440 kilometer norr om Helsingfors.
Öns area är 0,6 hektar och dess största längd är 120 meter i sydöst-nordvästlig riktning. Närmaste större samhälle är Lochteå, 4,8 km söder om Paskapauha.